# Antezant-la-Chapelle
Antezant-la-Chapelle is een gemeente in het Franse departement Charente-Maritime (regio Nouvelle-Aquitaine) en telt 339 inwoners (1999). De plaats maakt deel uit van het arrondissement Saint-Jean-d'Angély.

## Geografie
De oppervlakte van Antezant-la-Chapelle bedraagt 18,6 km², de bevolkingsdichtheid is 18,2 inwoners per km².
De onderstaande kaart toont de ligging van Antezant-la-Chapelle met de belangrijkste infrastructuur en aangrenzende gemeenten.

## Demografie
Onderstaande figuur toont het verloop van het inwonertal (bron: INSEE-tellingen).

1. ↑  Populations de référence 2022.